# エルンスト・ポール
エルンスト・ポール（ポーランド語: Ernst Pohl, 1932年11月3日 - 1995年9月12日）は、ポーランド出身の元サッカー選手、サッカー指導者。ポジションはFW。

## 経歴
ポーランド代表としては1955年から1965年の間に国際Aマッチ46試合出場39得点を記録。1960年のローマオリンピック、対チュニジア戦では5得点を記録している（試合は6-1でポーランドの勝利）。
クラブレベルでは1953年から1955年までレギア・ワルシャワ、1956年から1967年までグールニク・ザブジェに在籍し、グールニク・ザブジェでは8度のリーグ優勝（1958年、1961年、1963年、1964年、1965年、1966年、1967年、1968年）に貢献し、リーグ通算186得点を記録した。なお、この記録はポーランド1部リーグ歴代最多記録となっている。
1995年9月12日にドイツのハウザッハで死去、62歳没。現役時代に最も長い期間を過ごしたグールニク・ザブジェのホームスタジアムは、彼の功績を偲んで2004年から名称を変更している。

## 個人タイトル
- ポーランドリーグ得点王　3回（1954年、1959年、1961年）